# Mare d'Oursi
Mare d'Oursi är en sjö i Burkina Faso.   Den ligger i provinsen Oudalan och regionen Sahel, i den nordöstra delen av landet, 280 km norr om huvudstaden Ouagadougou. Mare d'Oursi ligger 291 meter över havet.